# Норт-Роялтон (Огайо)
Норт-Роялтон (англ. North Royalton) — місто (англ. city) в США, в окрузі Каягога штату Огайо. Населення — 31 322 особи (2020).

## Географія
Норт-Роялтон розташований за координатами 41°18′49″ пн. ш. 81°44′43″ зх. д. / 41.31361° пн. ш. 81.74528° зх. д. (41.313664, -81.745238).  За даними Бюро перепису населення США в 2010 році місто мало площу 55,23 км², з яких 55,19 км² — суходіл та 0,03 км² — водойми.

## Демографія
Згідно з переписом 2010 року, у місті мешкали 30 444 особи в 12 944 домогосподарствах у складі 8220 родин. Густота населення становила 551 особа/км².  Було 13710 помешкань (248/км²).
Расовий склад населення:
| - 94,6 % — білих - 2,7 % — азіатів - 1,1 % — чорних або афроамериканців - 0,1 % — корінних американців |

До двох чи більше рас належало 1,1 %. Частка іспаномовних становила 1,6 % від усіх жителів.
За віковим діапазоном населення розподілялося таким чином: 20,1 % — особи молодші 18 років, 64,8 % — особи у віці 18—64 років, 15,1 % — особи у віці 65 років та старші. Медіана віку мешканця становила 43,5 року. На 100 осіб жіночої статі у місті припадало 95,3 чоловіків;  на 100 жінок у віці від 18 років та старших — 93,1 чоловіків також старших 18 років.
Середній дохід на одне домашнє господарство  становив 82 951 долар США (медіана — 64 745), а середній дохід на одну сім'ю — 105 186 доларів (медіана — 88 131). Медіана доходів становила 57 480 доларів для чоловіків та 44 683 долари для жінок. За межею бідності перебувало 5,8 % осіб, у тому числі 6,5 % дітей у віці до 18 років та 7,1 % осіб у віці 65 років та старших.
Цивільне працевлаштоване населення становило 16 499 осіб. Основні галузі зайнятості: освіта, охорона здоров'я та соціальна допомога — 22,9 %, виробництво — 12,5 %, роздрібна торгівля — 10,3 %, мистецтво, розваги та відпочинок — 9,9 %.